# Eleição municipal de Marília em 2016
A eleição municipal de Marília em 2016 foi realizada para eleger um prefeito, um vice-prefeito e 13 vereadores no município de Marília, no estado brasileiro de São Paulo. Foram eleitos ) e  para os cargos de prefeito(a) e vice-prefeito(a), respectivamente.
Seguindo a Constituição, os candidatos são eleitos para um mandato de quatro anos a se iniciar em 1º de janeiro de 2017. A decisão para os cargos da administração municipal, segundo o Tribunal Superior Eleitoral, contou com 169 065 eleitores aptos e 39 924 abstenções, de forma que 23.61% do eleitorado não compareceu às urnas naquele turno.

## Antecedentes
Daniel Alonso já havia disputado as eleições em Marilia, o vencedor atual ficou em 3° lugar em 2012, sendo derrotado por Vinícius Camarinha, do PSB, que venceu com aproximadamente 52% dos votos. 
O empresário de 50 anos não possui antecedentes na carreira política, sua eleição como prefeito de Marília o deu seu primeiro cargo público.

## Campanha
A campanha eleitoral em Marília foi marcada pela disputa entre Daniel e Camarinha. Enquanto o primeiro apostava no discurso da renovação, ressaltando a experiência na gestão empresarial para comandar a cidade, Camarinha (que disputava a reeleição) destacou avanços durante a sua administração anterior.
Entre as principais propostas de Daniel Alonso estavam a erradicação das favelas e fim do déficit habitacional por meio da revisão do Cadastro Único, além da retomada das obras das Estações de Tratamento de Esgoto (ETEs).

## Candidatos
Neste ano, o município de Marília recebeu 4 candidatos à prefeitura: Daniel Alonso (PSDB), Vinícius Camarinha (PSB), Juliano (SD) e Barba Pintor (PSOL).

## Resultados

### Prefeito
| Candidato(a)                        | Vice                            | Coligação | Votos recebidos | Percentual |
| ----------------------------------- | ------------------------------- | --- | --------------- | ---------- |
| Daniel Alonso (PSDB)                | Antonio Augusto Ambrósio (PMDB) | Marilia: Desenvolvimento Sem Corrupção (PSDB/PMDB/PTB/PPS/PV/PC do B)                                           | 50.113          | 45,25%     |
| Vinícius Camarinha (PSB)            | Elio Eiji Ajeka (PEN)           | Avança Marília (PSB/PSC/PR/PP/PTN/PRB/PRP/PT do B /PMN/PEN/PMB/DEM/PSDC/PROS/PSL/PPL/REDE/PRTB/PHS/PSD/PDT/PTC) | 48.218          | 43,54%     |
| Marcos Juliano Ferreira (SD)        | Helio Mariano (SD)              | Marília Tem Jeito (SD/PT)                                                                                       | 10.292          | 9,29%      |
| Sebastião Carlos de Oliveira (PSOL) | Andre Luis Gomides (PSOL)       | Partido Socialismo e Liberdade(sem coligação)                                                                   | 2.113           | 1,91%      |

### Eleição municipal de Marília em 2016 para Vereador
Na decisão para o cargo de vereador na eleição municipal de 2016, foram eleitos 13 vereadores com um total de 111 722 votos válidos. O Tribunal Superior Eleitoral contabilizou 8 448 votos em branco e 8 971 votos nulos. De um total de 169 065 eleitores aptos, 39 924 (23.61%) não compareceram às urnas .
| Nome                                  | Partido político                               | Coligação                                               | Votos recebidos | Percentual |
| ------------------------------------- | ---------------------------------------------- | ------------------------------------------------------- | --------------- | ---------- |
| Danilo Augusto Bigeschi               | Partido Socialista Brasileiro (PSB)            | Partido Socialista Brasileiro (sem coligação)           | 3831            | 3.43%      |
| Wilson Alves Damasceno                | Partido da Social Democracia Brasileira (PSDB) | Partido da Social Democracia Brasileira (sem coligação) | 3790            | 3.39%      |
| Cícero Carlos da Silva                | Partido Verde (PV)                             | Sim, Podemos!                                           | 2810            | 2.52%      |
| Mário Coraíni Júnior                  | Partido Trabalhista Brasileiro (PTB)           | Partido Trabalhista Brasileiro (sem coligação)          | 2632            | 2.36%      |
| Luiz Eduardo Nardi                    | Partido da República (PR)                      | Partido da República (sem coligação)                    | 2506            | 2.24%      |
| Silvia Daniela Domingos D Avila Alves | Partido da República (PR)                      | Partido da República (sem coligação)                    | 2439            | 2.18%      |
| Jose Luiz Zacharias de Queiroz        | Partido da Social Democracia Brasileira (PSDB) | Partido da Social Democracia Brasileira (sem coligação) | 2034            | 1.82%      |
| Mauricio Roberto                      | Partido Progressista (PP)                      | Partido Progressista (sem coligação)                    | 1978            | 1.77%      |
| Marcos Santana Rezende                | Partido Social Democrático (PSD)               | Humanista e Democratica                                 | 1951            | 1.75%      |
| Evandro de Oliveira Galete            | Podemos (PODE)                                 | Podemos (sem coligação)                                 | 1920            | 1.72%      |
| Marcos Jose Custodio                  | Partido Social Cristão (PSC)                   | Partido Social Cristão (sem coligação)                  | 1889            | 1.69%      |
| José Carlos Albuquerque               | Partido Republicano Brasileiro (PRB)           | Partido Republicano Brasileiro (sem coligação)          | 1887            | 1.69%      |
| Joao dos Santos Diniz Neto            | Partido Humanista da Solidariedade (PHS)       | Humanista e Democratica                                 | 1368            | 1.22%      |

## Análise
Nas eleições de 2016, Marília seguiu a onda de muitos outros municípios, escolhendo como prefeito um novato na política. Esse tipo de escolha foi bem marcante no estado de São Paulo, com a ideia de escolher políticos que eram antes empresários.
Sem antecedentes na vida pública, Daniel Alonso conseguiu se eleger de forma relativamente fácil, na sua segunda tentativa. Apesar das eleições terem sido bastante concorridas, iniciar-se na vida pública já como prefeito de uma cidade relativamente grande é, de fato, relevante. 